# Priaires
Priaires är en kommun i departementet Deux-Sèvres i regionen Nouvelle-Aquitaine i västra Frankrike. Kommunen ligger i kantonen Mauzé-sur-le-Mignon som tillhör arrondissementet Niort. År 2018 hade Priaires 117 invånare.

## Befolkningsutveckling
Antalet invånare i kommunen Priaires
| Referens: INSEE |